# رود لومبوفکا
رود لومبوفکا (انگلیسی: Lumbovka) یک رودخانه در استان مورمانسک کشور روسیه است.